# ГЭГ: Отвязное приключение
ГЭГ: Отвязное приключение (в некоторых изданиях проходила как GAG) — компьютерная игра в жанре пародии на эротический квест, созданная компаниями Auric Vision и ZES’t Corporation в 1997 году.

## Сюжет
Секретный агент Гэри просыпается у себя дома после странного сна, в котором культисты «Тёмного Братства» обсуждают план порабощения мира. Однако, руководствуясь тем, что у него отпуск, Гэри решает поспать ещё и только наутро связывается с начальницей Люси. Получив задание, игроку вместе с Гэри предстоит исследовать мрачный замок де ля Бурбон, изучить подходы к нему, побывать в параллельном мире и, в конце концов, победить надвигающееся древнее зло.

## Игровой процесс
Игра ведётся от первого лица. Игрок может перемещаться по заранее отрисованным игровым зонам, собирать, использовать и объединять предметы, общаться с другими персонажами. Также игра содержит в себе большое количество мини-игр, как, например, эротический тетрис GAGBoy или «крестики-нолики». Интерактивные ролики, сопровождающие игровой процесс, были сняты с участием живых актёров. Несмотря на явную эротическую направленность, большинство эротического контента игрок не видит из-за «недуга» Гэри — пингвина, выступающего своего рода цензором таких сцен. Также игрок может заметить несоответствие произносимого текста с движениями губ актёров, а большинство надписей составлены на английском языке с якобы русским переводом. Это объясняется тем, что изначально игру планировали также выпустить и на международный рынок, а в создании было задействовано несколько иностранных актёров. Английскую версию, тем не менее, так и не выпустили.

## Создатели
- Копов, Александр Станиславович — автор идеи, сценарист, исполнитель роли Гарри.

## Продолжение
В 2002 году усилиями уже иной компании SGSoft была выпущена вторая часть под названием «ГЭГ 2: Назад в будущее». Её главный герой: Гарик Мамонтов — русский аналог Таскера, действующий под прикрытием журналиста. Кроме того, его лица не видно. Роль пингвина-советчика исполняет навязчивый попугай ара, которого Гарик спасает в начале игры. Сюжет представляет собой задание Мамонтова исследовать некий завод «Красный Гигант», на котором, по словам начальства, случаются всякие аномалии. Герою предстоит столкнуться с загадочным Доктором Митцей, а заодно попутешествовать во времени в прошлое и будущее при помощи порошков Тёти Азы. Также в ГЭГ 2 нет цензуры от эротики и имеется достаточно крупное количество эротических сценок, а один из предметов составляют волшебные очки, позволяющие видеть всех девушек в игре голыми. Вторая часть получила в целом отрицательные отзывы.

## Оценки
| Русскоязычные издания | Русскоязычные издания |
| Издание               | Оценка                |
| --------------------- | --------------------- |
| Game.EXE              | 88 %                  |
| «Игромания»           | [ 2 ]                 |
| «НИМ»                 | 8,6 из 10             |
| «Страна игр»          | 5 из 5                |